# Gestion d'actifs P2P
Pour les articles homonymes, voir Gestion d'actifs et P2P (homonymie).
La gestion d'actifs de pair à pair (ou P2P) est la pratique qui consiste à partager des stratégies d'investissement entre des individus non apparentés, ou « pairs », sans passer par un intermédiaire financier traditionnel tel qu'une banque ou un autre véhicule de gestion collective.

## Vue d'ensemble
La raison d'être de la gestion d'actifs P2P est la désintermédiation financière. Lorsque plusieurs intermédiaires participent à une transaction de gestion d'investissement, il existe un risque de conflit d'intérêts entre les fournisseurs et les acheteurs du service, dans une séquence bien documentée décrite dans la théorie économique comme le problème principal-agent. Les intermédiaires cherchent à maximiser leurs profits. Dans le contexte de la gestion des investissements, ils offrent les propositions de risque/rendement les plus attrayantes à des clients plus importants et plus sophistiqués. Ils maximisent ainsi leurs commissions pour un effort de distribution donné. En outre, s'il a le choix entre deux possibilités d'investissement comparables, un intermédiaire attiré par les commissions sur la gestion des investissements recommandera l'option la plus lucrative pour lui, peut-être au détriment des intérêts des investisseurs non avertis.
Ce régime est soumis à des pressions réglementaires et concurrentielles parce qu'il privilégie les grands investisseurs sophistiqués au détriment du choix offert aux personnes relativement moins bien loties et parce que les incitations vont à l'encontre de l'élément le plus vulnérable de la chaîne. La FCA (Royaume-Uni) a mis en œuvre la politique de « traitement équitable des clients », avec des réformes de grande envergure telles que le « Retail Distribution Review », qui interdit progressivement les « pots-de-vin » par lesquels les fournisseurs de services de gestion des investissements récompensent les conseillers « indépendants » qui placent leurs produits.
Les intermédiaires tels que les conseillers financiers servent d'interface entre les gestionnaires de portefeuille et les investisseurs. Une grande partie de leur rémunération est souvent assurée par des commissions occultes versées par le gestionnaire de portefeuille.
Plutôt que de s'attaquer au symptôme, – les commissions occultes et les conseils inadéquats - les nouveaux concurrents s'attaquent au problème - la multiplicité des intermédiaires - en perturbant la chaîne d'intermédiation. Le recours à des intermédiaires ne semble pas apporter d'avantages économiques aux investisseurs. Bergstresser, Chalmers et Tufano (2009) ont comparé les fonds communs de placement proposés par le canal du courtage à ceux proposés directement aux investisseurs. Les propositions tirent parti de la portée d'Internet pour associer un fournisseur central de services de gestion d'investissement à des clients finaux en ligne.
La gestion d'actifs P2P boucle la boucle de la désintermédiation. Plutôt qu'un fournisseur central orientant les choix des investisseurs, un échange d'informations a lieu entre tous les investisseurs, par lequel les stratégies les plus performantes de tous sont mises à la disposition de tous.

## Histoire
Le premier fournisseur entièrement P2P est Darwinex (UK), un courtier en devises et un gestionnaire d'actifs agréé par la FCA, qui propose le copy trading à ses utilisateurs. Darwinex a été fondé en 2012 et se décrit comme une bourse qui met en relation des fournisseurs et des acheteurs de stratégies d'investissement, sans intermédiaire. Les acheteurs paient les fournisseurs avec une part de leurs bénéfices d'investissement, Darwinex agissant comme une contrepartie centrale qui liste indépendamment les stratégies pour un prix public basé sur les actifs sous-jacents, évalue la qualité de la stratégie et gère le risque de l'investisseur.
La gestion d'actifs P2P présente l'avantage potentiel, par rapport aux fournisseurs centralisés, que tous les participants mettent en commun des stratégies qui sont évaluées de manière indépendante dans un cadre concurrentiel.

## Caractéristiques
Bien que la gestion d'actifs de pair à pair partage certaines caractéristiques des services de gestion d'investissement traditionnels (comme les actions et les obligations cotées en bourse,), elle est parfois qualifiée de service financier alternatif en raison de sa nature innovante.
Les principales caractéristiques de la gestion d'actifs de pair à pair sont les suivantes :
- elle est menée à des fins lucratives ;
- il est ouvert à tous, sans volume d'investissement minimum
- aucun lien commun ou relation préalable n'est nécessaire entre les fournisseurs de stratégies et les investisseurs ;
- l'intermédiation d'un gestionnaire d'actifs ou d'une bourse de stratégies de pair à pair ;
- les transactions se font en ligne ;
- Les investisseurs choisissent les stratégies qui leur conviennent sans l'aide d'un tiers ;

Les débuts de la gestion d'actifs pair à pair étaient également caractérisés par la désintermédiation et la dépendance aux réseaux sociaux, mais des caractéristiques telles que le « Social Trading » ont commencé à s'estomper. Comme la Social Trading divulguait des transactions en direct, les investisseurs ont appris à reproduire les stratégies sans rémunérer les meilleurs fournisseurs, qui ont alors refusé de les publier.
Les fournisseurs populaires de services de gestion d'actifs P2P  offrent les services suivants :
- Services de courtage et d'exécution permettant aux fournisseurs de stratégies d'acheminer leurs stratégies sur le marché
- Les services de notation comparent les stratégies en fonction d'attributs souhaitables tels que l'expérience, la gestion des risques, la discipline, le calendrier, la performance et l'évolutivité.
- Services de gestion des risques protégeant les investisseurs contre les déviations inattendues du risque cible par les fournisseurs de stratégies
- Services de garde (qui comprennent généralement le règlement, la conservation et la communication des titres négociables et des liquidités des clients) - sur des comptes séparés avec des contreparties à faible risque[10].
- Vérification de l'identité, de l'emploi et des revenus de l'investisseur dans le cadre de la législation relative à la protection des clients, telle que la directive MIF en Europe.
- Traitement des paiements des investisseurs et exécution de la prestation contre paiement Paiement aux prestataires acceptant que leur stratégie soit reproduite
- Couverture réglementaire (la gestion d'actifs est une activité réglementée que seules des personnes autorisées peuvent légalement exercer), conformité juridique et rapports.
- Attirer de nouveaux fournisseurs et investisseurs (marketing)

## Réglementation juridique
Les gestionnaires d'actifs P2P ont besoin de deux types d'autorisations réglementaires. La première consiste à fournir des services de courtage pour le compte de négociants et d'investisseurs. La seconde consiste à gérer des stratégies d'investissement pour le compte d'investisseurs particuliers ou professionnels.
Au Royaume-Uni, ces deux autorisations sont la mise en œuvre locale de la réglementation de la MiFID, désignée par « Dealing in investments as agent », pour les services de courtage, et « Dealing in investments as principal », et « Managing Investments » pour le volet gestion d'actifs de la proposition. En outre, une autorisation est requise pour « Organiser la sauvegarde et l'administration des actifs », qui accorde aux investisseurs une protection en vertu des règles de la FCA relatives à l'argent des clients (Client Money Rules).
Une nuance importante est que les gestionnaires d'actifs P2P pourraient souffrir d'un conflit d'intérêts si, en plus d'agir en tant qu'agent (ou négociant), en fournissant des services de gestion d'investissement et de courtage, ils concluaient des transactions pour leur propre compte, en agissant en tant que donneurs d'ordre. Cela reviendrait à opposer leurs intérêts de mandants à ceux des clients qu'ils ont servis en tant qu'agents. Les prestataires traditionnels de services financiers susceptibles de souffrir de ce conflit prétendent le surmonter en appliquant une muraille de Chine.
Les gestionnaires P2P s'attaquent au problème à la source en agissant exclusivement en qualité d'agent. Les clients peuvent vérifier cette restriction en s'assurant que les gestionnaires de P2P sont soumis à la « restriction relative aux contreparties », en vertu de laquelle l'autorité de régulation leur interdit d'exercer toute activité en tant que contreparties. Un autre test pour identifier les conflits d'intérêts consiste à vérifier que les services d'exécution sont fournis dans des conditions de concurrence normale par l'intermédiaire de tiers, idéalement des bourses reconnues (toute bourse convenue par les autorités compétentes des parties), à des prix publics.

## Avantages et critiques
Le principal avantage de la gestion d'actifs P2P est l'absence d'intermédiaires, ce qui se traduit par deux avantages structurels.
Tout d'abord, toutes les incitations sont alignées. Le fournisseur de la stratégie peut être certain que la stratégie n'est pas divulguée par la bourse, car cela réduirait son prix à zéro et nuirait à la bourse. L'investisseur peut être certain que la bourse fera de son mieux pour évaluer les stratégies avec précision, car c'est le seul moyen de garantir des volumes à long terme.
Le deuxième avantage est que les bénéfices réalisés par les stratégies ne sont partagés qu'entre le fournisseur de la stratégie, l'acheteur et l'échange. Il n'y a qu'un seul intermédiaire, sans lequel l'échange de bénéfices n'est pas possible, mais pas plus.
Certains ont critiqué les gestionnaires d'actifs P2P pour le manque d'expertise « professionnelle » des fournisseurs de stratégies en matière de gestion d'actifs. Ces relations sont régies par la FCA. Les particuliers et les entreprises peuvent déposer une plainte auprès de la FCA. Le Financial Ombudsman Service est une organisation alternative, si l'on n'est pas satisfait de l'interaction avec la FCA,.